# Ibrahim Ghannam
Ibrahim Hassan Kheite (arabisch إبراهيم حسن خيته, DMG Ibrāhīm Ḥasan Ḫaita; * 1930 in al-Yadschur, Palästina; † 1984 in Beirut), besser bekannt unter dem Künstlernamen, „Ibrahim Ghannam“ (إبراهيم غنام, DMG Ibrāhīm Ġannām), war ein Künstler, der als einer der Gründer der palästinensischen Kunstmalereibewegung gilt. Seine Bilder beschreiben das tägliche Leben der palästinensischen Bevölkerung in seinem Land vor der Nakba. Er malte Szenen aus dem Dorfleben in einem naiven Stil mit hellen Farben.

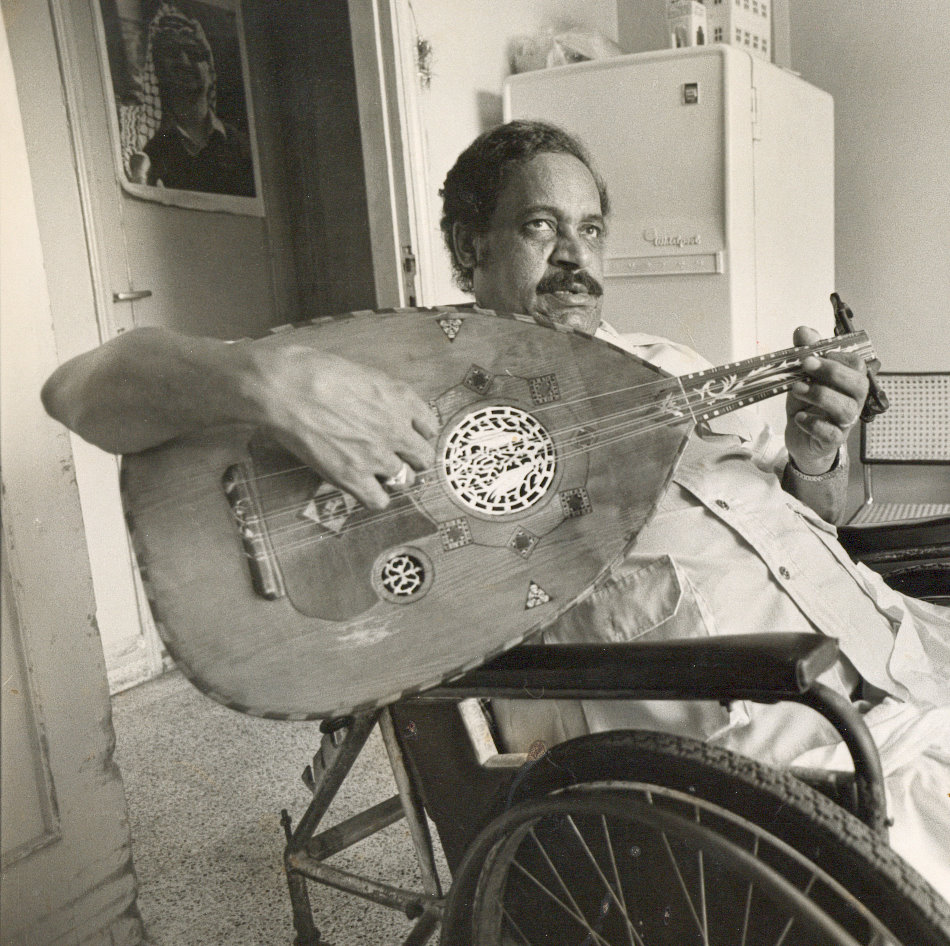
Ibrahim Ghannam

## Leben
Ghannam litt seit seine Kindheit an Gicht und benutzte während seines ganzen Lebens einen Rollstuhl. Sein Ruf als professioneller Maler entstand bereits im Lager „Tall az-Zaʿtar“ östlich der libanesischen Hauptstadt Beirut.
Ibrahim Ghannam war Gründungsmitglied der Stiftung der Vereinigung der palästinensischen Künstler und der Stiftung der Generalföderation der arabischen Künstler.
Während der israelischen Invasion des Libanon 1982 erbeutete die israelische Armee einige seiner Gemälde aus einer Ausstellung in Westbeirut. Andere Gemälde von ihm gingen in Kuwait während der irakischen Invasion verloren.
Ghannam ist Gegenstand des Dokumentarfilms „Palästinensische Visionen“ von Adnan Mdanat von 1977.
Über die Vertreibung aus Palästina sagte Ghannam im Interview:
„Ich fühle, dass mein Leben im Alter von 17 anhielt, denn das ist, wie alt ich war, als ich fortging, und ich lebe nur wenn ich von diesen Tagen träumen.“